# Carl Friedrich Kielmeyer
Carl Friedrich von Kielmeyer (22 de octubre de 1765-14 de septiembre de 1844) fue un naturalista, médico, químico y botánico alemán, uno de los miembros más sobresalientes de la Naturphilosophie.

## Obra
Según Kielmeyer, el mundo está regido por un sistema de cinco fuerzas: la sensibilidad, la irritabilidad, la reproducción, la secreción y la propulsión. En su obra, Kielmeyer investiga la relación de estas fuerzas en el interior del organismo y su distribución a lo largo de la Scala naturae. A partir de esta concepción fisiológica de la escala de los seres, Kielmeyer postula la idea de la recapitulación.

## Legado
La obra de Kielmayer tuvo una influencia decisiva en Schelling, quien se inspiró en su sistema de cinco fuerzas para el desarrollo de la idea de las fuerzas antagonistas.

## Obra
- Disquisitio chemica acidularum bergensium et goeppingensium : commentatio doctoralis Caroli Friderici Kielmeyer a. 1786 latine scripta eiusque translatio theodisca a Nicolao Gross confecta. Weißenhorn, ISBN 3-938905-20-4
- 1793. Über die Verhältnisse der organischen Kräfte untereinander in der Reihe der verschiedenen Organisationene, die Gesetze und Folgen dieser Verhältnisse, Stuttgart: Akademische Schriften. ISBN 3-925347-25-9

- La abreviatura «Kielm.» se emplea para indicar a Carl Friedrich Kielmeyer como autoridad en la descripción y clasificación científica de los vegetales.[1]

Identificó y nombró a:
- Berberidaceae Berberis innominata Kielm. -- Dec. Rar. Pl. Tueb. 18.
- Dipsacaceae Scabiosa caerulea Kielm. -- Diss. Pl. Hort. Tuebing. (1814) 16; Schult. Mant. iii. 43.